# 이와토촌
이와토촌(岩戸村)은 미야자키현 니시우스키군에 설치되었던 촌이다. 현재의 다카치호정·히노카게정에 해당한다.